# Pinus thunbergii
Pinus thunbergii eller japansk svarttall är en tallväxtart som beskrevs av Filippo Parlatore. Pinus thunbergii ingår i släktet tallar, och familjen tallväxter. IUCN kategoriserar arten globalt som livskraftig. Inga underarter finns listade i Catalogue of Life.

## Bildgalleri

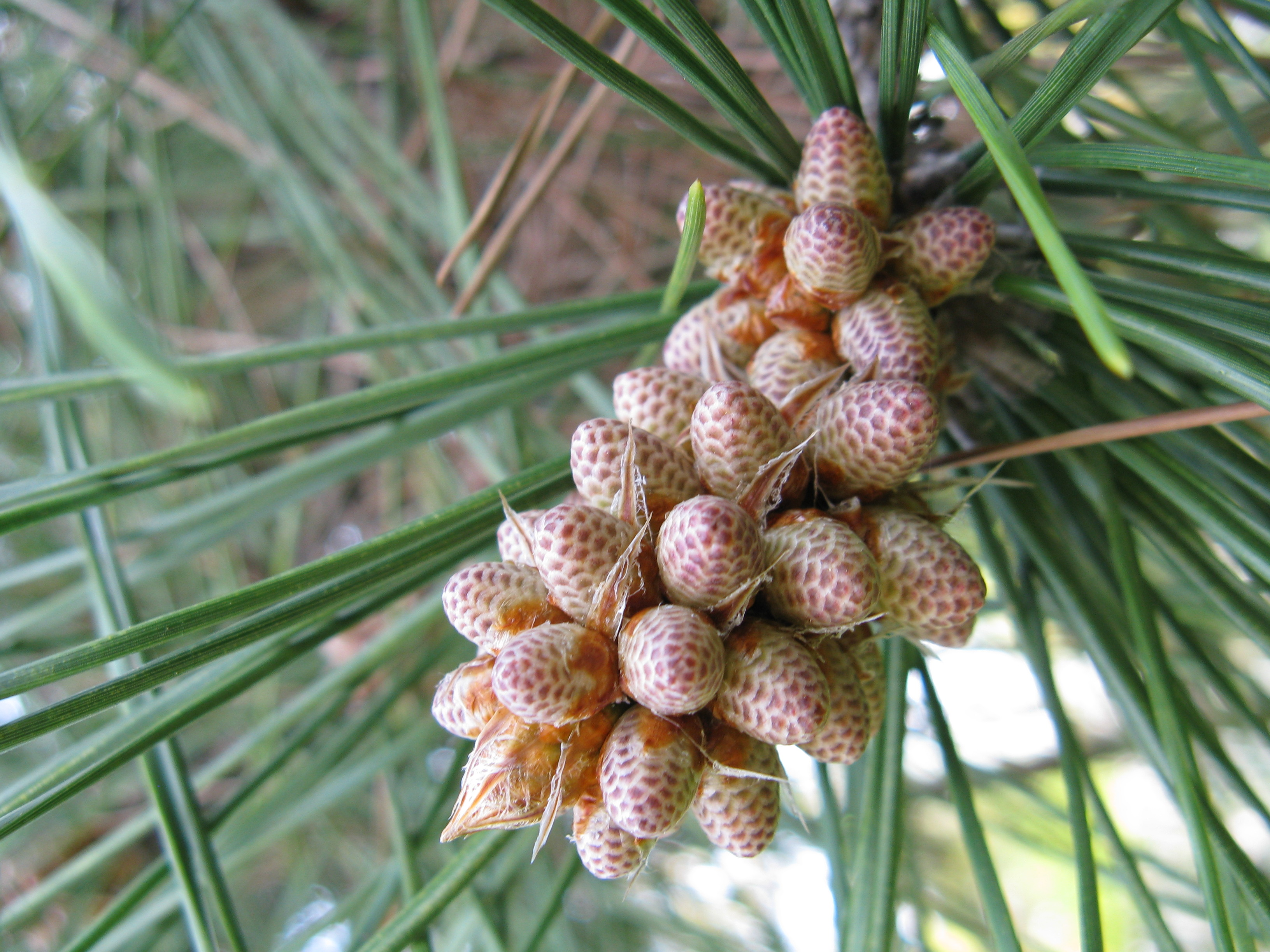
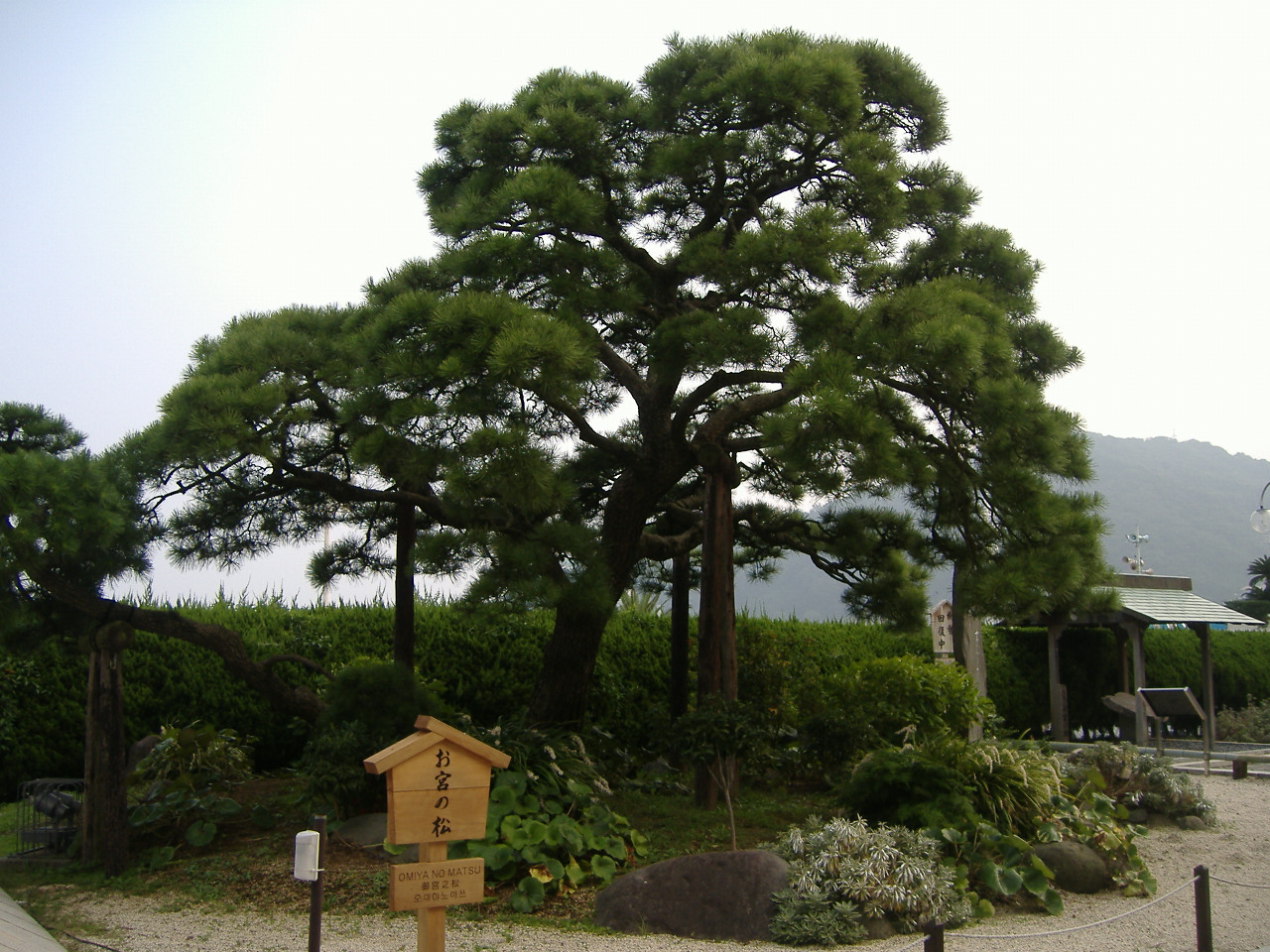
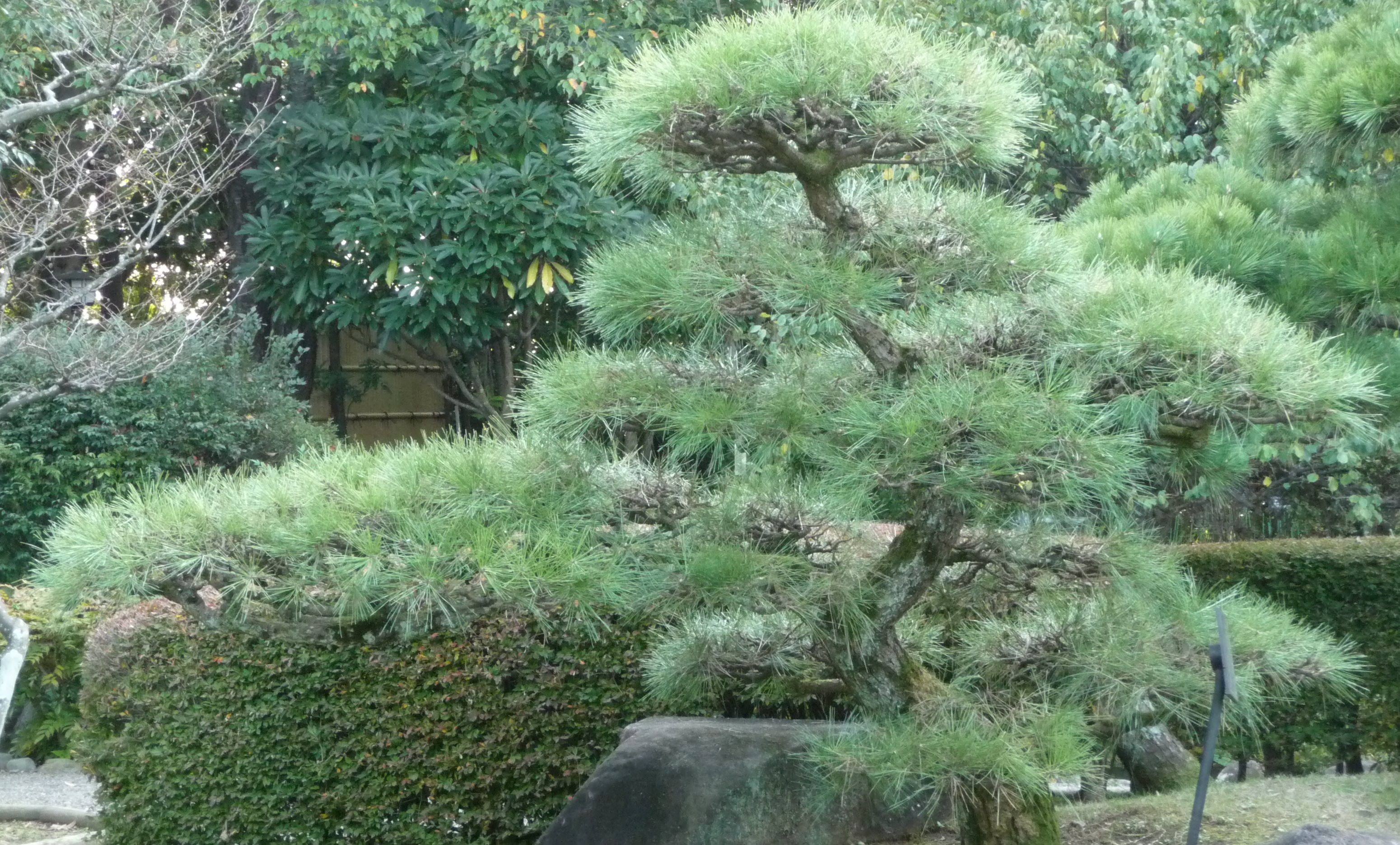
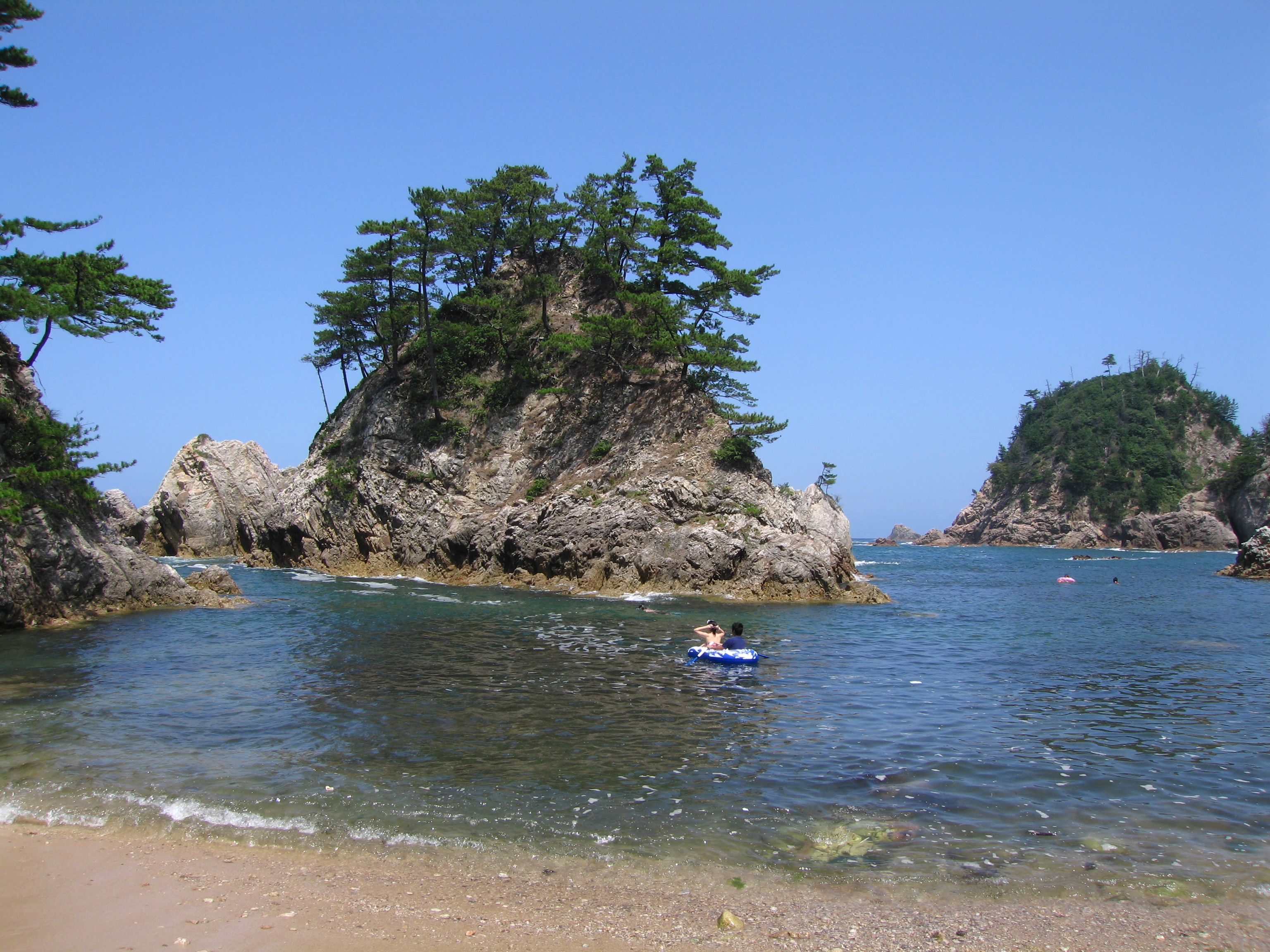
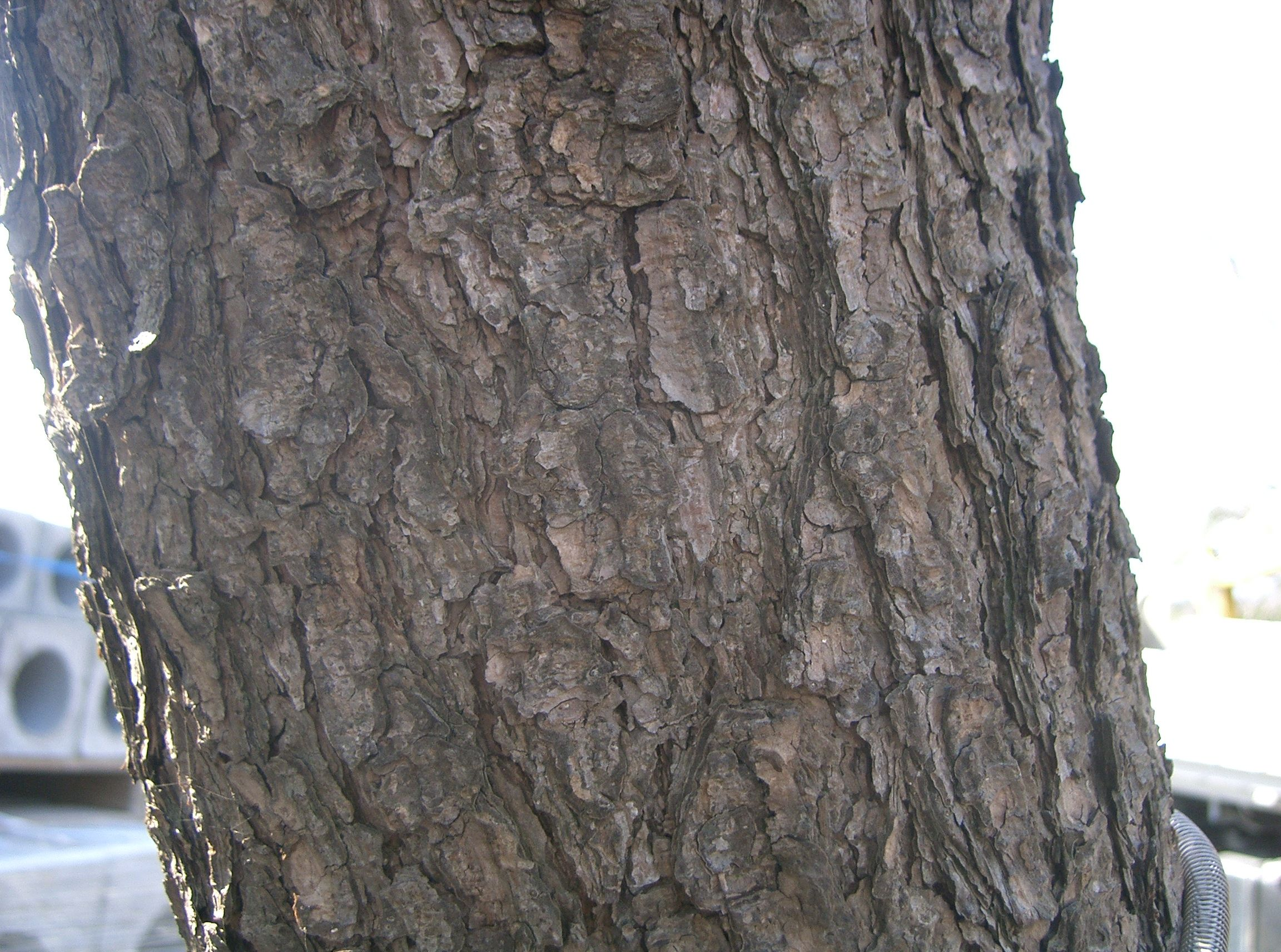
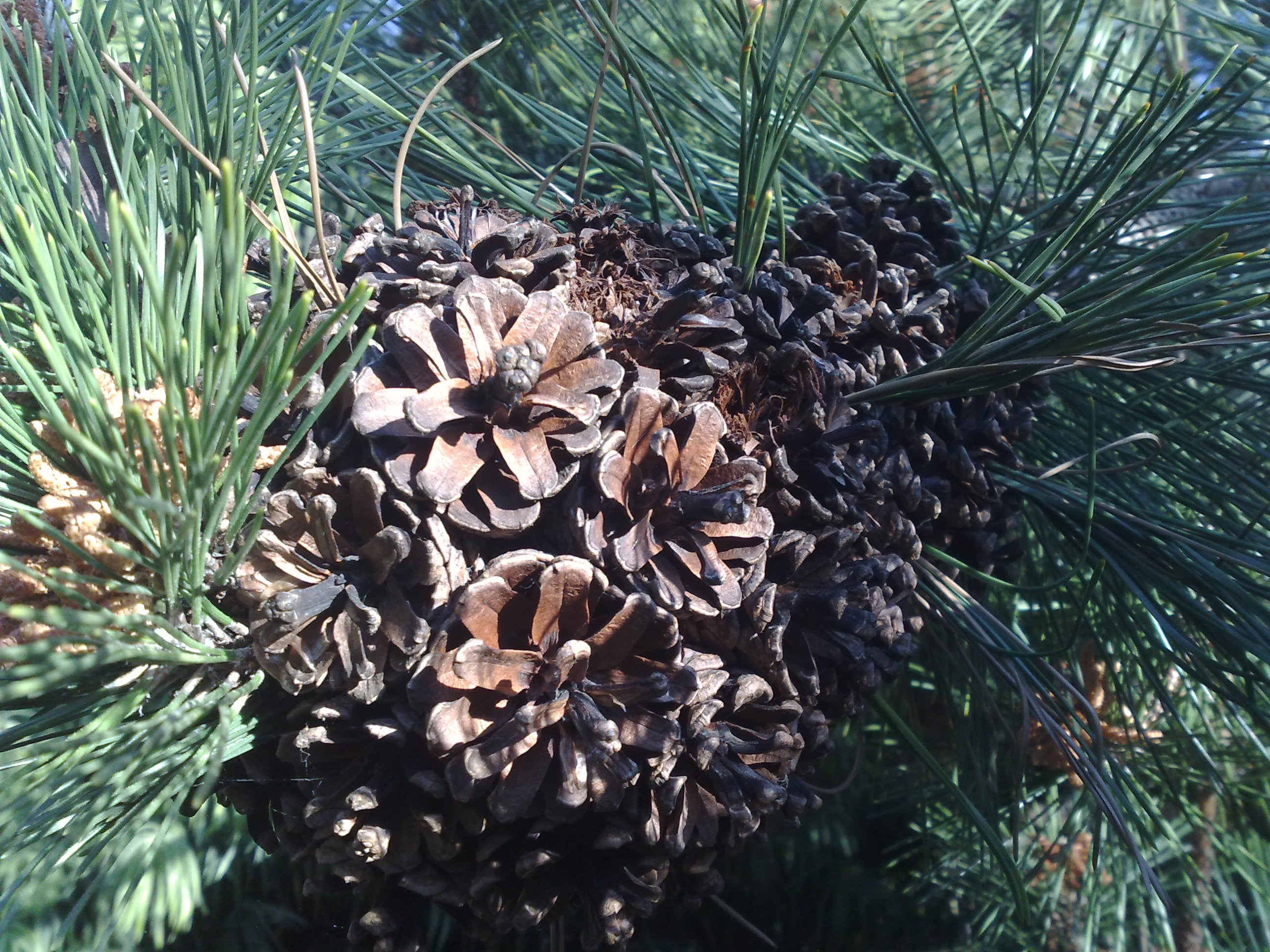